# Distretto di Na Mon
Il distretto di Na Mon (in thailandese: นามน) è un distretto (amphoe) della Thailandia, situato nella provincia di Kalasin.